# Jinzhai
För andra betydelser, se Jinzhai (olika betydelser).
Jinzhai  är ett härad i staden Lu'an i provinsen Anhui i östra Kina.
Jinzhai är indelat i tolv köpingar, elva socknar och en administrativ enhet på sockennivå.
Köpingar (zhen):

- Baitafan (白塔畈镇)
- Banzhuyuan (斑竹园镇)
- Gubei (古碑镇)
- Mabu (麻埠镇)
- Meishan (梅山镇)
- Nanxi (南溪镇)
- Qingshan (青山镇)
- Shuanghe (双河镇)
- Tangjiahui (汤家汇镇)
- Tiantangzhai (天堂寨镇)
- Wujiadian (吴家店镇)
- Yanzihe (燕子河镇)

Socknar (xiang):

- Changling (长岭乡)
- Guanmiao (关庙乡)
- Guoziyuan (果子园乡)
- Huaishuwan (槐树湾乡)
- Huashi (花石乡)
- Quanjun (全军乡)
- Shahe (沙河乡)
- Taoling (桃岭乡)
- Tiechong (铁冲乡)
- Youfangdian (油坊店乡)
- Zhangchong (张冲乡)

Område på sockennivå:
- Xiandai Chanye Yuan  ekonomisk utvecklingszon (现代产业园（经济开发区）)